# آدریان بیلهارت
آدریان بیلهارت (انگلیسی: Adrian Billhardt؛ زادهٔ ۱۷ اکتبر ۱۹۹۷) بازیکن فوتبال است.
از باشگاه‌هایی که در آن بازی کرده‌است می‌توان به باشگاه فوتبال دینامو برلینر اشاره کرد.